# Сосновка (Упоровський район)
Сосно́вка (рос. Сосновка) — присілок у складі Упоровського району Тюменської області, Росія.
Населення — 83 особи (2010, 95 у 2002).
Національний склад станом на 2002 рік:
- росіяни — 97 %